# 阿部慶二
阿部 慶二（あべ けいじ、1961年4月20日 - ）は、大阪府岸和田市出身の元プロ野球選手（内野手）。

## 経歴
PL学園高では、1978年夏の甲子園で控え内野手ながら優勝を経験する。翌1979年春の選抜は遊撃手として出場。中西康智（近大）の好投もあり準決勝に進出する。エース石井毅を擁する箕島高と対戦、この試合では中西をリリーフして延長10回に甲子園初登板を果たすが、自らの暴投でサヨナラ負けを喫した。しかしこの大会では3本塁打を放ち、高校同期の小早川毅彦、山中潔らとともにチームを引っ張った。同年夏の甲子園府予選でも決勝に進出するが、浪商の牛島和彦、香川伸行のバッテリーに抑えられ敗退、甲子園出場を逸する。中西、小早川、山中以外の同期に山崎剛がいた。
卒業後は亜細亜大学に進むが中退し、社会人野球のヤマハ発動機に進む。1982年の都市対抗野球にチーム初出場を果たし、同年の日本選手権でも初優勝に貢献。
1983年のプロ野球ドラフト会議で広島東洋カープから6位指名を受け入団。
1984年8月、巨人戦で初打席初本塁打を放って鮮烈なデビューを果たす。1986年には2試合に三塁手として先発出場。
しかし、その後は伸び悩み、1988年シーズン終了後に現役を引退。
引退後もチームに残り、守備走塁コーチ補佐、その後守備走塁コーチとして後進の指導・育成にあたった。2011年からはフロント入り。

## エピソード
2008年シーズン、FMラジオ局広島エフエム放送の番組「DO THE CARP」にてアナウンサーの中川真由美と共にDJを務めていた。番組中に身内と思われるメールが届き、帰宅するとご近所さんと家族が一緒に食事をしており、ギャグに対し駄目だしをされた。
同年、広島東洋カープと提携している中国のチームにコーチとして派遣されることが決まり、7月21日の放送をもってDJ業を三軍コーチの道原裕幸に譲り、番組を卒業した。しかし、予定より早く帰国することになり、8月25日の上記放送に電話で出演した際、道原に復帰を促され了承し、9月1日の放送から番組のDJに再び就任した。

## 詳細情報

### 年度別打撃成績
| 年 度     | 球 団     | 試 合 | 打 席 | 打 数 | 得 点 | 安 打 | 二 塁 打 | 三 塁 打 | 本 塁 打 | 塁 打 | 打 点 | 盗 塁 | 盗 塁 死 | 犠 打 | 犠 飛 | 四 球 | 敬 遠 | 死 球 | 三 振 | 併 殺 打 | 打 率 | 出 塁 率 | 長 打 率 | O P S |
| --------- | --------- | ----- | ----- | ----- | ----- | ----- | -------- | -------- | -------- | ----- | ----- | ----- | -------- | ----- | ----- | ----- | ----- | ----- | ----- | -------- | ----- | -------- | -------- | ----- |
| 1984      | 広島      | 9     | 6     | 5     | 1     | 1     | 0        | 0        | 1        | 4     | 1     | 0     | 0        | 0     | 0     | 1     | 0     | 0     | 2     | 0        | .200  | .333     | .800     | 1.133 |
| 1986      | 広島      | 16    | 14    | 12    | 0     | 1     | 0        | 0        | 0        | 1     | 1     | 1     | 0        | 0     | 0     | 2     | 0     | 0     | 5     | 0        | .083  | .214     | .083     | .297  |
| 1988      | 広島      | 2     | 1     | 1     | 0     | 0     | 0        | 0        | 0        | 0     | 0     | 0     | 0        | 0     | 0     | 0     | 0     | 0     | 1     | 0        | .000  | .000     | .000     | .000  |
| 通算：3年 | 通算：3年 | 27    | 21    | 18    | 1     | 2     | 0        | 0        | 1        | 5     | 2     | 1     | 0        | 0     | 0     | 3     | 0     | 0     | 8     | 0        | .111  | .238     | .278     | .516  |

### 記録
- 初出場：1984年8月7日、対読売ジャイアンツ15回戦（後楽園球場）、9回表に二塁手として出場
- 初打席・初安打・初本塁打・初打点：1984年8月8日、対読売ジャイアンツ16回戦（後楽園球場）、6回表に槙原寛己から右越ソロ ※史上18人目の初打席初本塁打

### 背番号
- 54（1984年 - 1988年）
- 86（1989年 - 2010年）